# Gastenboek

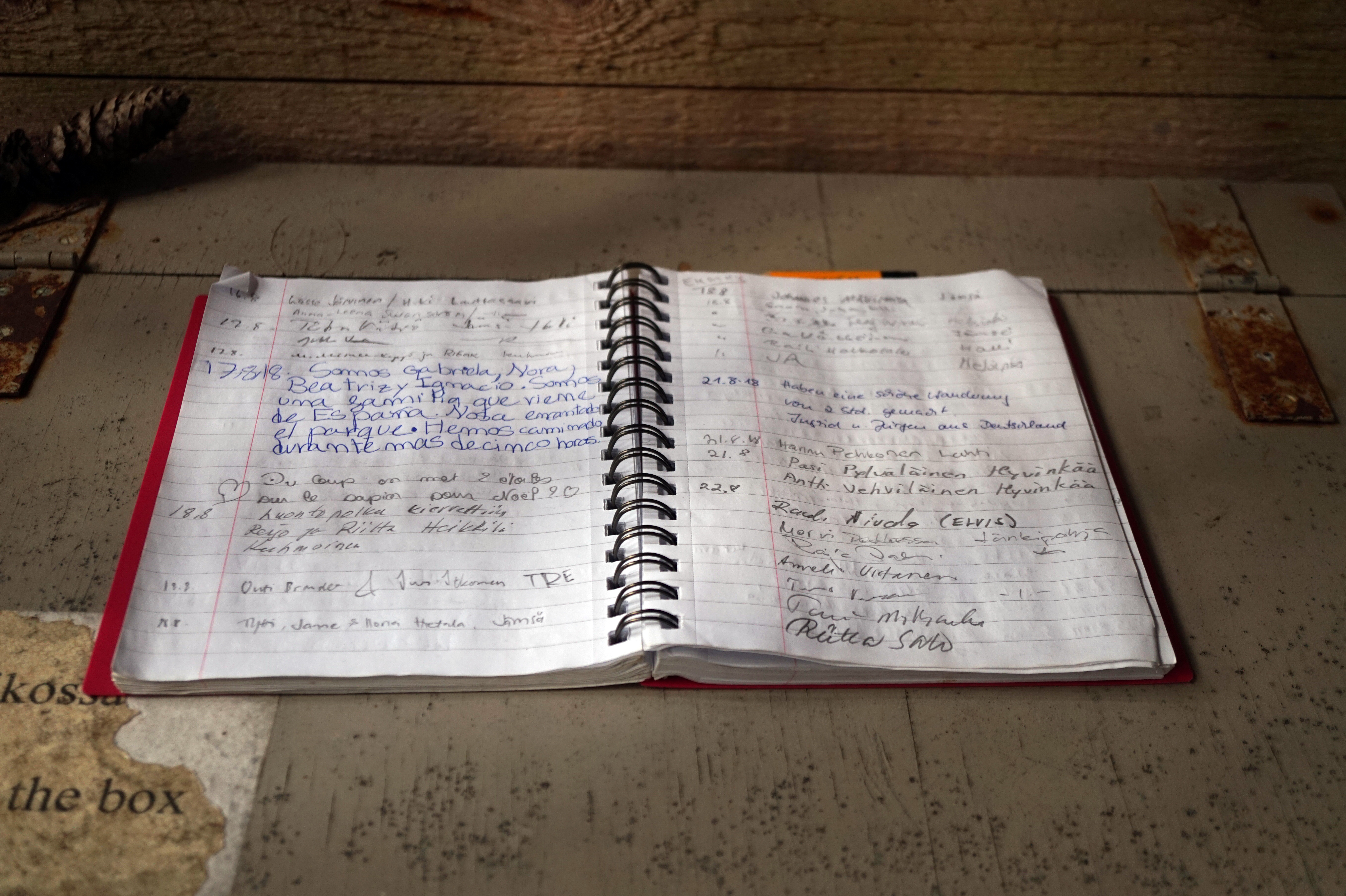

Een gastenboek is een boek waarin gasten en bezoekers hun naam kunnen noteren en vertellen hoe ze het bezoek ervaren hebben. Er bestaan papieren en elektronische gastenboeken. 

## Papieren gastenboek
Gastenboeken van papier worden vanouds gevonden in hotels. Zij bieden aan de gasten van het hotel de gelegenheid om hun waardering dan wel hun ongenoegen te uiten. Bezoekers kunnen ook lezen wat eerdere gasten in het boek geschreven hebben. Voor het hotel geeft dit de mogelijkheid om hun kwaliteit te tonen en daarmee een stukje reclame te maken. Voor de hotelier is het natuurlijk heel leuk als hij kan laten zien dat beroemde en hooggeplaatste gasten in het verleden zijn etablissement bezocht hebben. Ook (weg)restaurants leggen soms een gastenboek naast de kassa. In de Alpen ligt op sommige bergtoppen een zogenaamd gipfelbuch waarin bezoekers hun ervaringen kunnen schrijven.
Ook musea en tentoonstellingen hebben vaak een gastenboek, waarin bezoekers schrijven wat ze ervan vonden. Als de inhoud van de tentoonstelling indrukwekkend of zelfs confronterend is, zoals bij een museum in een voormalig concentratiekamp, kunnen de bezoekers in een gastenboek hun emoties uiten.

## Elektronisch gastenboek
Een gastenboek is een systeem dat bezoekers van een website toe laat een publiekelijk bericht achter te laten.
De drempel om in een gastenboek een bericht te plaatsen is laag, omdat de bezoeker doorgaans zich niet hoeft te registreren. Het is een manier om snel een bericht achter te laten, geadresseerd aan de beheerder van de website. Het gastenboek is vaak een plaats waar bezoekers feedback geven over de website.
Een gastenboek is meestal een script dat een webmaster zelf kan installeren op zijn server. Er zijn ook gastenboekproviders, waar bezoekers een gastenboek aan kunnen vragen, dat met duizenden andere gastenboeken gehost wordt op een server.
Veel gastenboeken worden door spammers misbruikt om links te plaatsen, om zo betere zoekmachineposities te krijgen. Om geautomatiseerde berichten van robots tegen te gaan moet vaak een afbeelding van vervormde letters worden overgetypt (captcha). Dit was tot voor kort een goede beveiliging, maar ondertussen zijn de nieuwste robots ook in staat de in deze afbeeldingen opgenomen letters te herkennen. Het zelf hosten van een gastenboek neemt sterk in populariteit af, omdat het gastenboek veel last heeft van de hiervoor genoemde spamrobots.
Oplossingen tegen spam komen van grote gastenboekproviders, die een gecentraliseerd anti-spamsysteem hebben, waar gebruikers geen omkijken hebben naar het tegenhouden van spamrobots.